# Nicolaaskerk in Goloetvin (Moskou)
De Kerk van De Heilige Nicolaas in Goloetvin (Russisch: Церковь Николая Чудотворца в Голутвине) is een Russisch-orthodoxe kerk in het centrum van Moskou. De kerk bevindt zich vlak bij het 97 meter hoge monument voor Peter de Grote in het stadsdeel Zamoskvoretsje in het Centraal Administratieve Okroeg.

## Geschiedenis
De kerk is gelegen op de plek waar ooit een klooster gewijd aan de Geboorte van de Heilige Maagd stond. Vanaf 1625 is het echter al een parochiekerk. De houten kerk werd in de jaren 1686-1692 vervangen door een stenen kerk. De toren werd gebouw in 1760. In 1772 werden barokke decoraties toegevoegd. De refter werd in 1823 met een noordelijke zijbeuk uitgebreid.

## Sluiting
In 1933 werd de kerk op last van de atheïstische autoriteiten gesloten. Delen van de inventaris werden verdeeld onder enkele musea. De klokkentoren werd al in de jaren 30 gesloopt. Vanaf de jaren 1960 werden de vijf koepels, het hek en het huis van de priester gesloopt. Sinds het midden van de jaren 1980 is een voorzichtige aanvang gemaakt met herstel.

## Heropening
In 1992 konden de erediensten weer worden hervat. Vanaf 1993-1995 werd de kerk volledig gerestaureerd en weer geschikt gemaakt voor de bestemming als kerkgebouw. De twee rijen bogen op het dak en de vijf koepels op sokkels werden herbouwd. Bij de kerk werd een houten woning voor de priester gebouwd en recent is ook de klokkentoren weer volledig herbouwd. De kerk wordt tegenwoordig als waardevol monument gekenmerkt.